# 高須賀池公園
高須賀池公園（たかすかいけこうえん）は埼玉県幸手市にある公園。公園分類は地区公園。

## 概要
高須賀池とその周辺を整備して作られた公園で2005年（平成17年）4月1日に開園した。高須賀池は天明6年（1786年）の洪水でできた押堀（おしほり）の1つが形を変えながら現在まで残ったものだが、近年ではブラックバスやブルーギルなど特定外来生物の繁殖が確認されている。
公園ではホタルの観察会など自然を生かしたイベントなどが催され、春には桜が見頃となる。園内では予約をすればグラウンドゴルフやバーベキューを行うことも可能である。また、ホタルの生息環境を目指し、灌漑用の木製風車と水質浄化のための水路を整備し、水路をビオトープ化する試みも行われている。

## 公園施設
| - 学習活動広場 - レクリエーション広場 - 多目的広場 - 園路 - 橋（桟橋） - あずまや - ベンチ - トイレ（バイオトイレ） - 水道（手洗い場） - 電灯 - グラウンドゴルフ場（要予約） - バーベキュー場（要予約） - 遊具 - 砂場 - スプリング遊具 - 複合遊具（コンビネーション遊具） | - オリエンテーリングの標識 - 高須賀池 - 高須賀池の案内板 - 水路 - 水門 - 駐車場 - 駐輪場 - 自動販売機 - 時計 - 植栽 - 桜 - 柳 - 欅 - イチョウ - ヨシ - 藤棚 |

## 所在地
- 〒340-0102
- 埼玉県幸手市大字高須賀字本村74-1外[5]

## 交通
- 幸手駅より幸手市内循環バスの「幸手駅前」バス停より「西Bコース」に乗車、「高須賀池公園入口（乗車約16分）」にて下車、バス停より北北東へ徒歩にて約6分。運賃は100円。
- 幸手駅より北方へ徒歩にて約40分。（距離約2.6km）[6]
- 南栗橋駅より南方へ徒歩にて約36分。（距離約1.7km）[7]

## 周辺・関連項目
- 高須賀池
- 中川
- 内池
- 大排水路
- 大堀排水路
- 雷電池
- 高須賀大杉神社
- 東武日光線
- 国道4号（日光街道）
- 権現堂堤
- 常福寺
- 幸手市立行幸小学校
- 埼玉県道152号加須幸手線バイパス
- 埼玉県道316号阿佐間幸手線
- 香取神社 (大字松石)
- 残光寺